# 小行星1389

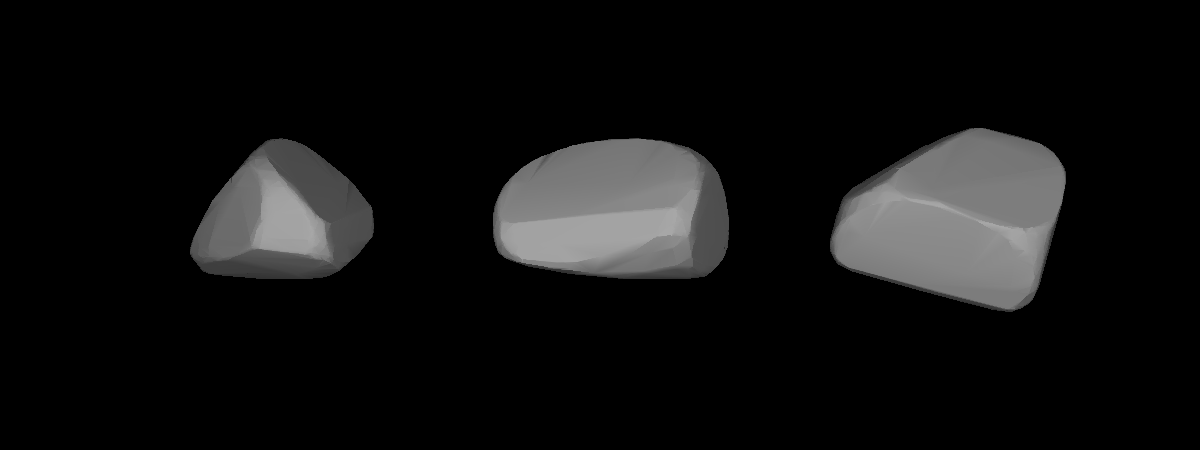
小行星1389的三維模型

小行星1389（1389 Onnie）是一颗围绕太阳公转的小行星。1935年9月28日，亨德里克·范根特在约翰内斯堡发现了此天体。
該小行星以荷蘭天文學家格里特·佩爾斯的姻親A·克魯特（A. Kruyt）命名。
这颗小行星的绝对星等为306.79309等。